# 観音寺 (観音寺市)

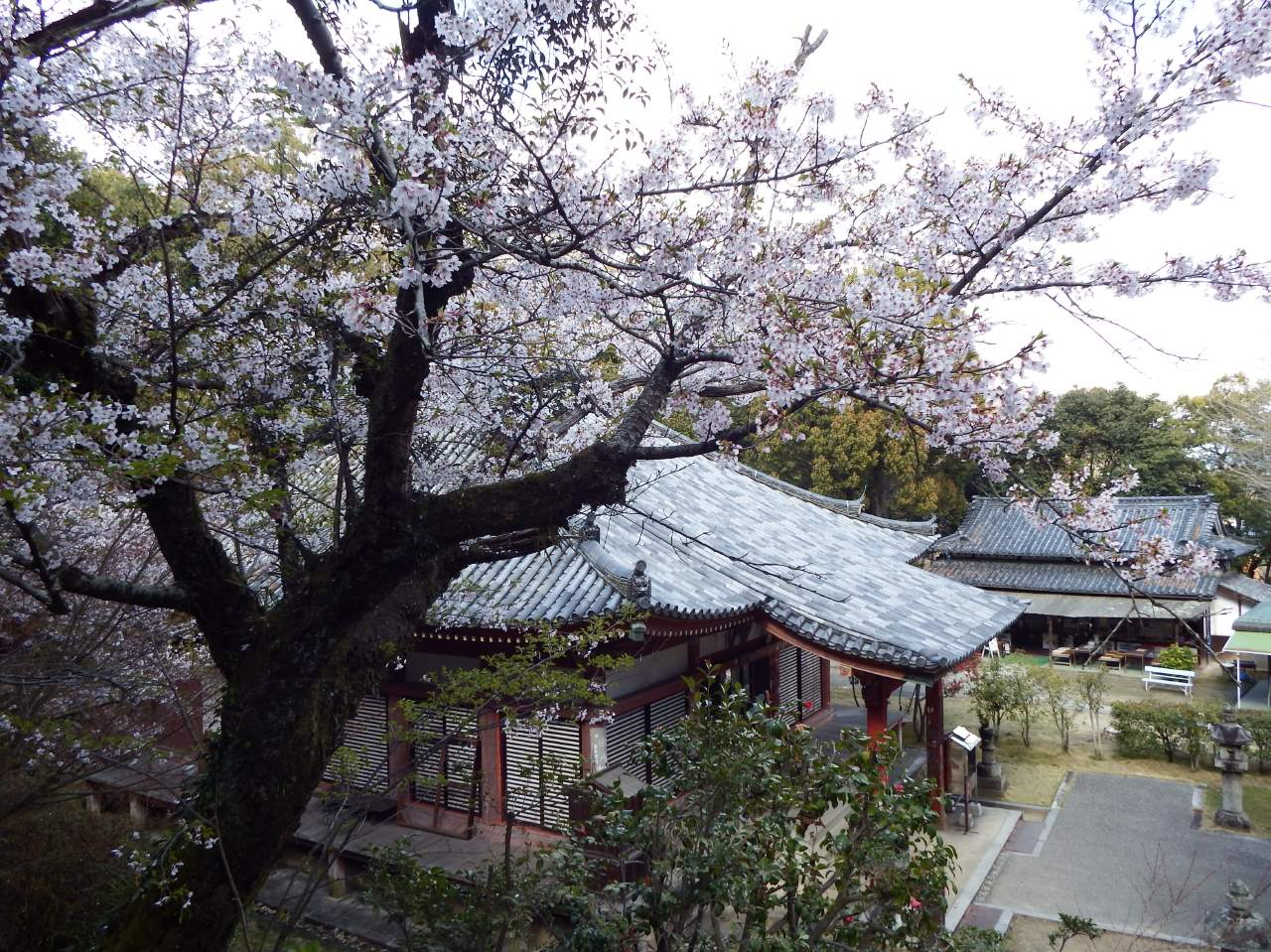
金堂の上に咲く桜

観音寺（かんのんじ）は、香川県観音寺市（かんおんじし）にある真言宗大覚寺派の寺院。七宝山（しっぽうざん）と号す。本尊は聖観音菩薩。四国八十八箇所第六十九番札所。六十八番札所神恵院（じんねいん）と同じ境内にある。なお、市名は「かんおんじし」であるが、寺名は「かんのんじ」である。
- 本尊真言 : おん あろりきゃ そわか
- ご詠歌 : 観音の大悲の力強ければ　おもき罪をも引きあげてたべ
- 納経印：当寺本尊、愛染明王

## 歴史
伝承によれば、大宝年間（701年 – 704年）に、法相宗の日証が琴弾山で修行をしていたところ、琴を弾く老人が乗る舟を海上に見た。この老人が八幡大明神であることを知った上人は、その琴と舟を祀り琴弾八幡宮と名付けた。その神宮寺として当寺は建立され神宮寺宝光院と称していた。
寺伝によれば、行基が養老6年（722年）に訪れた後、大同2年 (807）空海（弘法大師）が第7世住職として入山し、奈良の興福寺を模して、中金堂（ちゅうこんどう）に聖観世音菩薩像を刻み本尊とし、丈六の薬師如来を納めた西金堂（さいこんどう）や弥勒菩薩を納めた東金堂（とうこんどう）など七堂伽藍を整備し、さらに、この地に仏塔を建てて瑠璃・珊瑚・瑪瑙などの七宝を埋め地鎮したことから、名称も七宝山観音寺と改めたという。その後、院号は神恵院に改められている。
そして、桓武天皇はじめ三代の天皇の勅願所となり、室町時代には足利尊氏の子・道尊大政大僧正が45年間住職を務めるなど隆盛を誇った。

## 伽藍

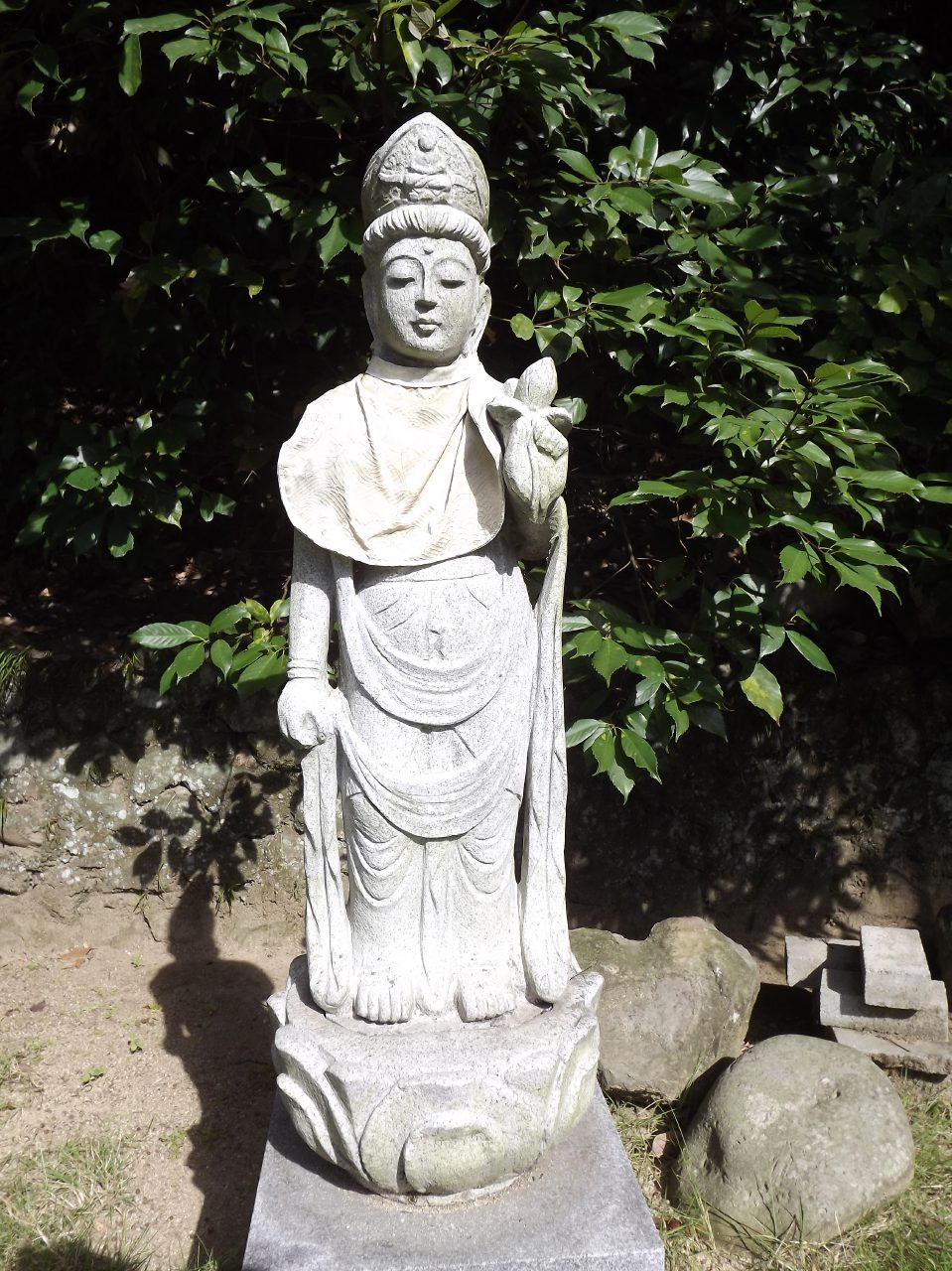
境内にたたずむ石像

- 山門（仁王門）：日本遺産の石碑が当山門には日本で唯一両脇に2つ設置されている。
- 本堂：中金堂で本堂。本尊は秘仏で、文化財調査の時でも住職はわざに外出していた程の秘仏であったが、2014年記録の無い初めての開帳がされ、さらに2023年12月に開帳、今後は10年に一度開帳予定。
- 大師堂：大師像を拝顔できる。
- 愛染堂：愛染明王は修復され2017年5月14日開眼法要が行われた。真言は「うんたきうんじゃく うんしっち」。
- 薬師堂：元神恵院本堂で、西金堂である薬師堂。本尊は大きな薬師如来坐像、向かって右脇には胎蔵大日如来坐像。
- 心経殿：コンクリート製の多宝塔で、本尊は金剛界大日如来坐像
- 五智如来石像
- 開山堂（東金堂）：弥勒菩薩が祀られている。
- 大日堂：開山堂の向かって右にある。
- 経塚堂：薬師堂の向かって右にあり。文化財級であるが指定はされていない。
- 宝物館：重文の涅槃釈迦涅槃像が収められている。
- 鐘楼堂：天井裏に細かな彫物がされている。
- 西国三十三所の写し石仏：天保11年（1840年）建立。本堂の向かって右より本堂背後の上の壇から薬師堂の左までにかけて配置されている。

仁王門をくぐり参道を進み石段を上りきると正面に愛染堂、その左に大師堂、右手に鐘楼堂、さらに右奥に本堂がある。愛染堂の右の五智如来石像の右の石段を上ると正面に薬師堂がある。
- 梧桐庵：Ｃａｆｅ&遍路グッズ販売
- 宿坊：なし
- 駐車場：山門前に無料であり。

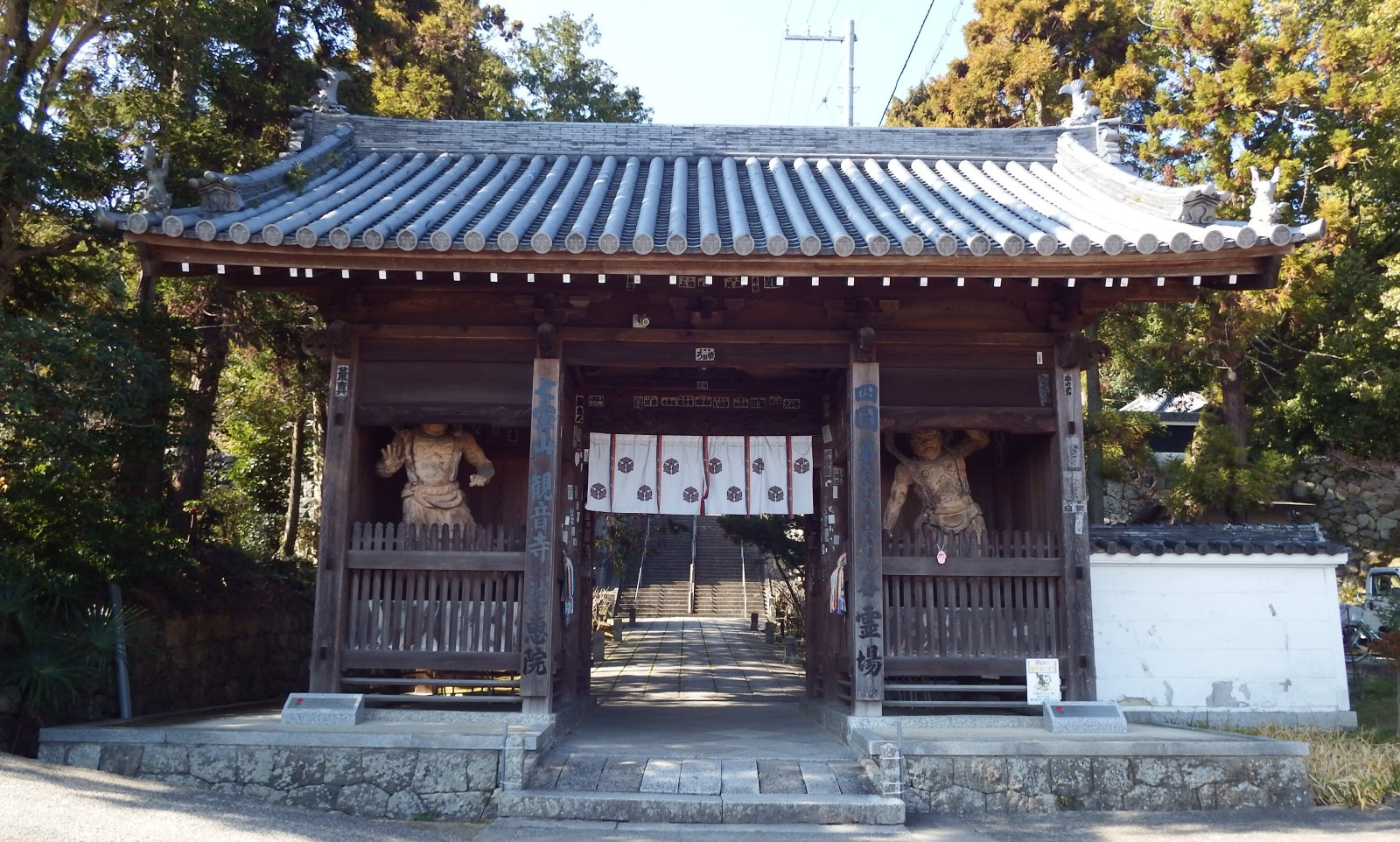
山門
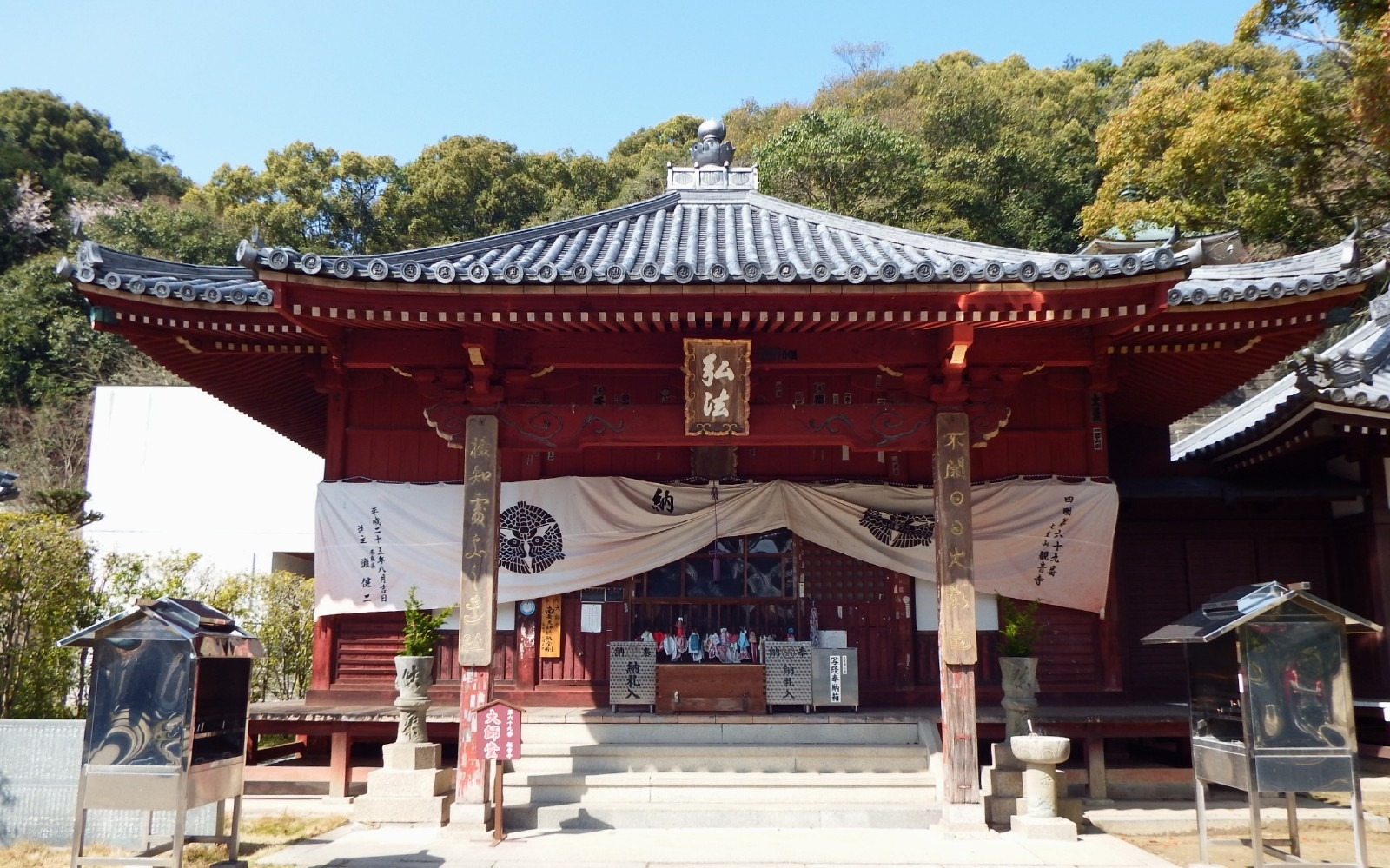
大師堂
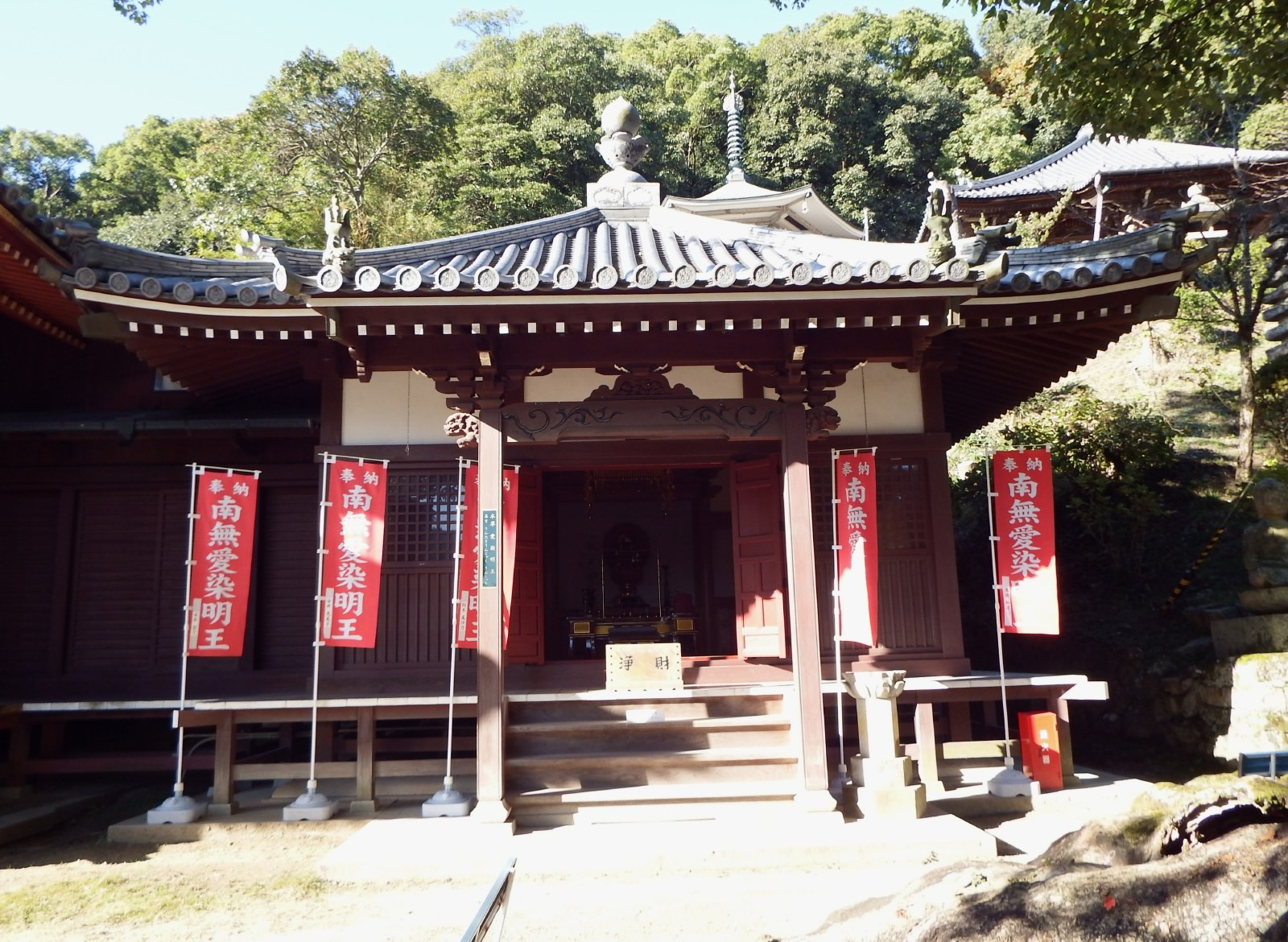
愛染堂
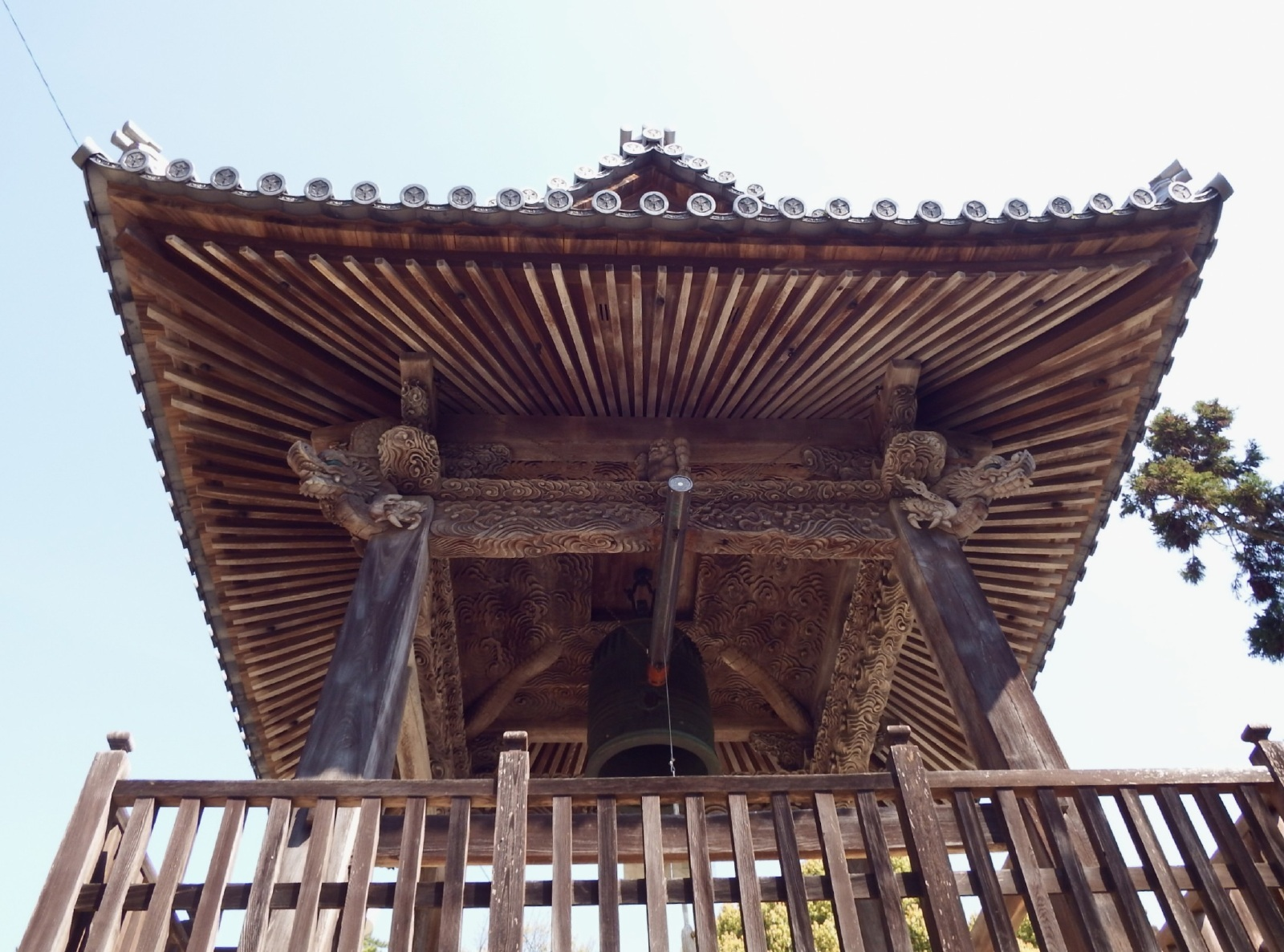
鐘楼堂
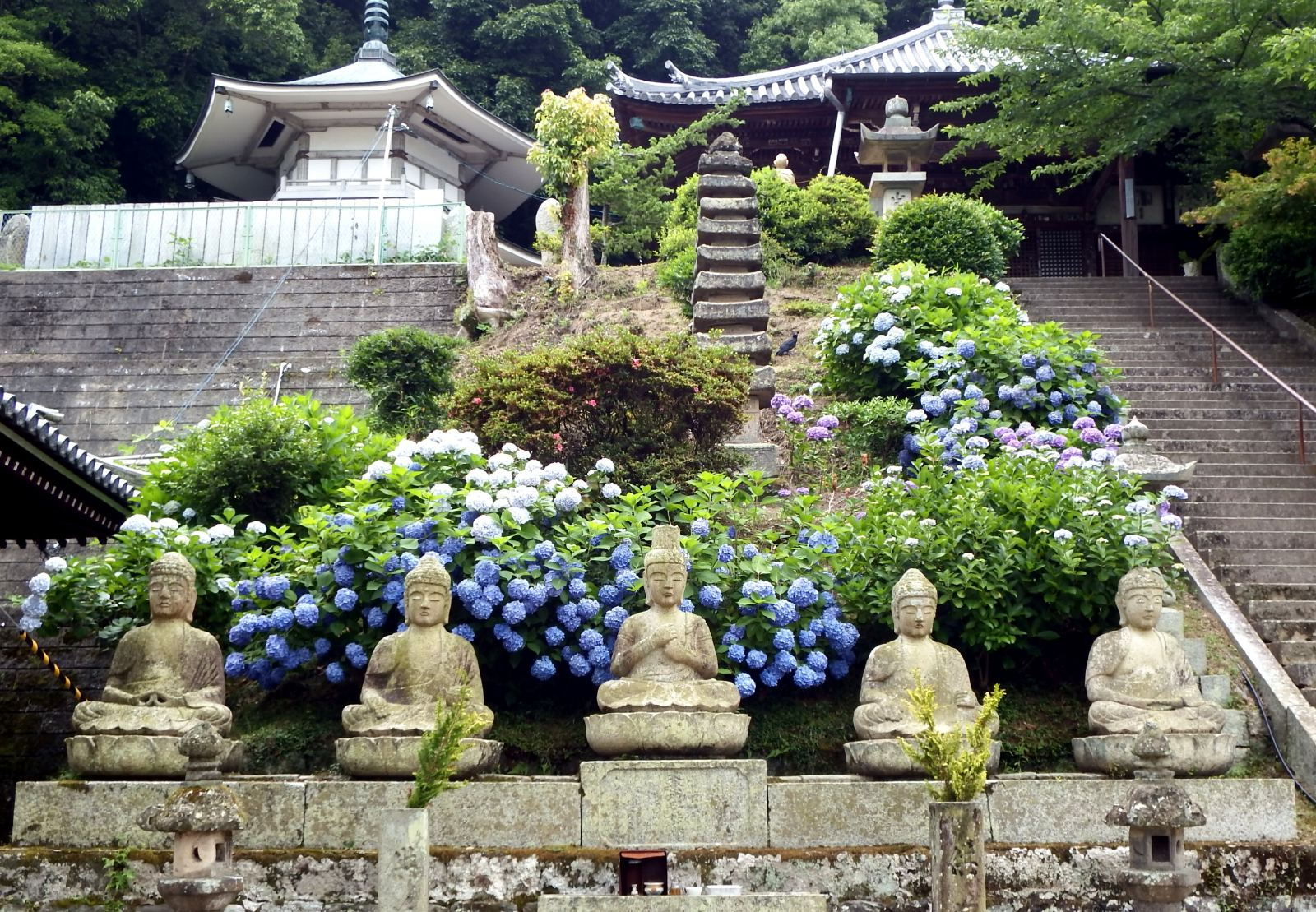
五智如来(左上)心経殿(右上)薬師堂
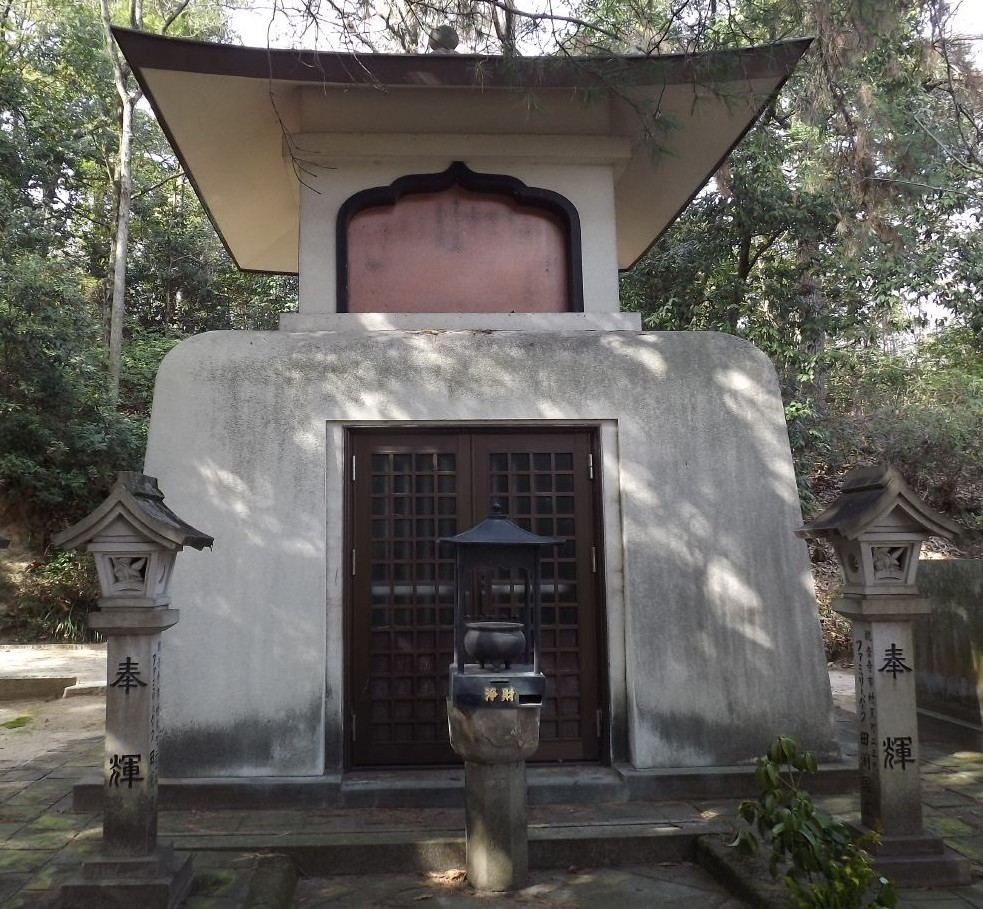
開山堂
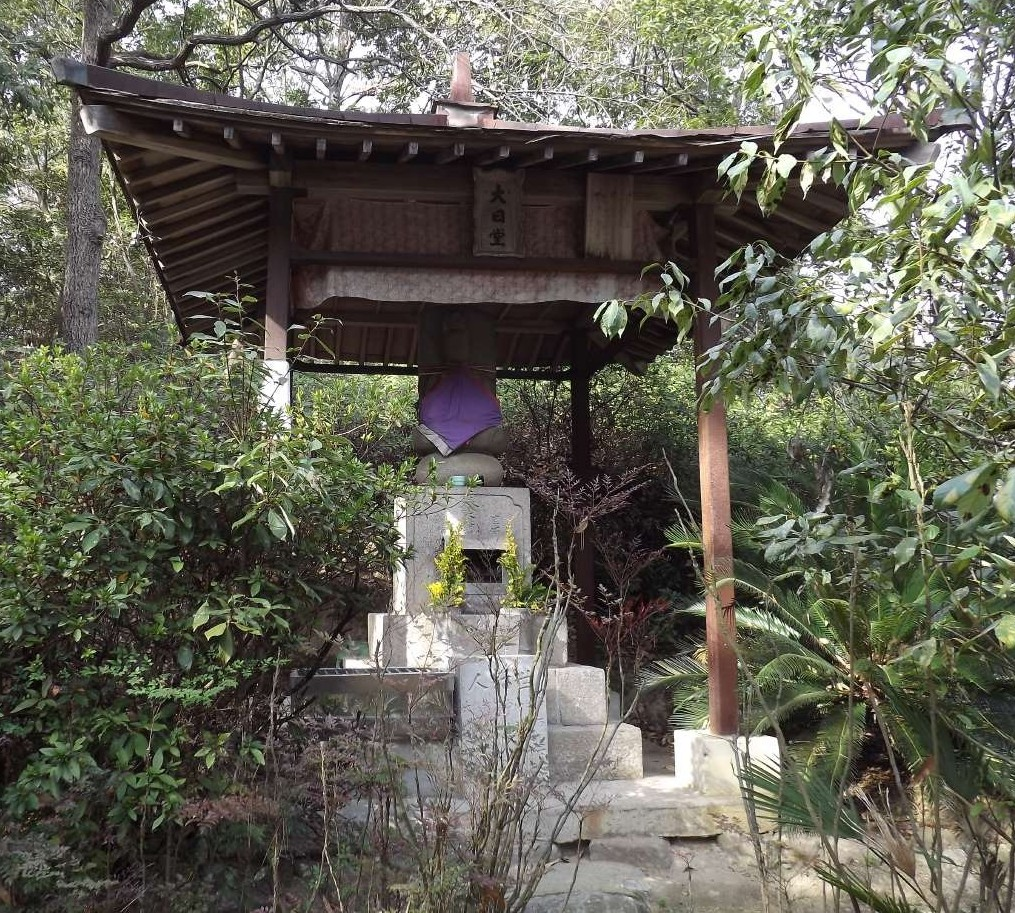
大日堂
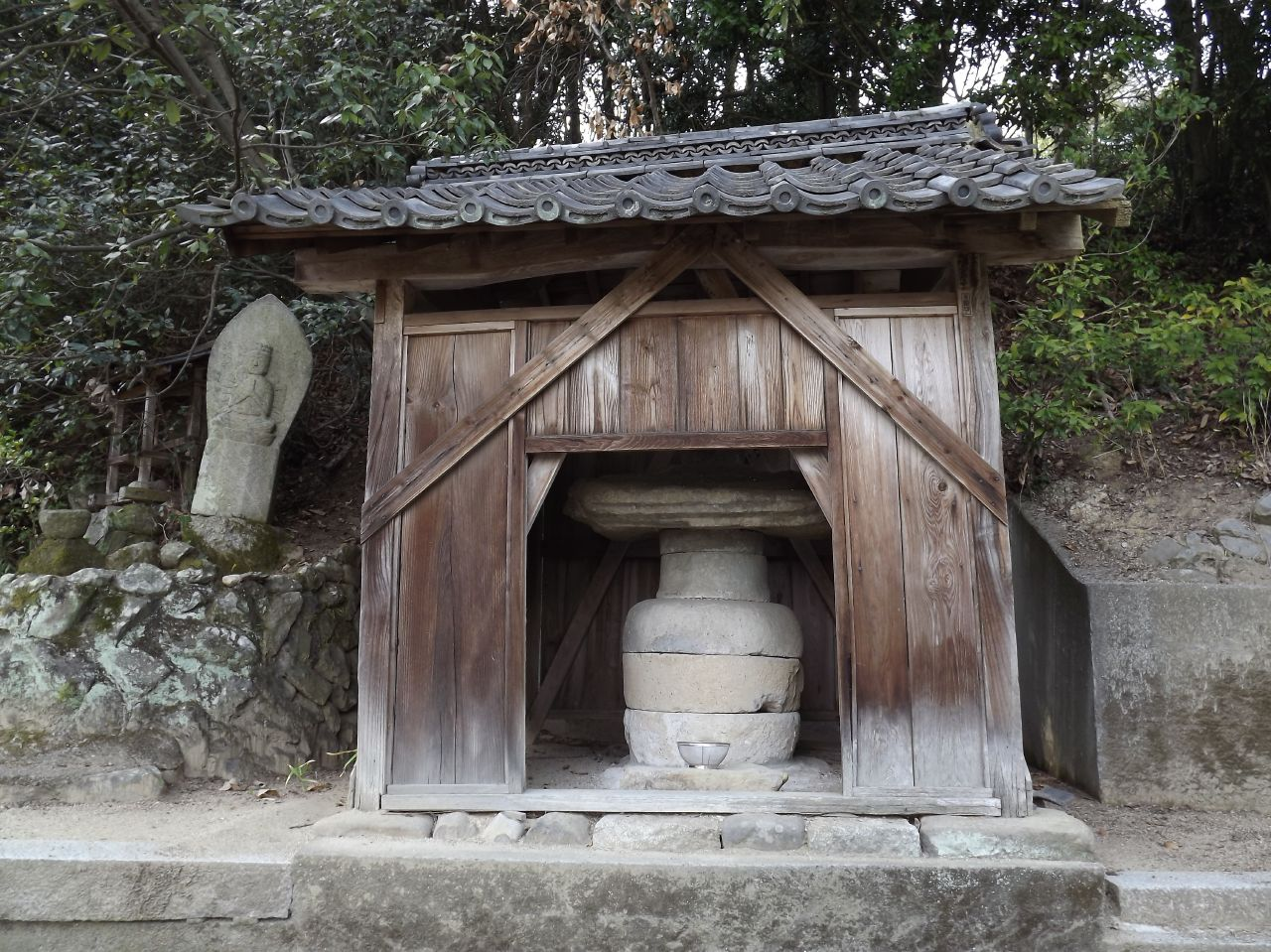
経塚堂

## 文化財
重要文化財
- 本堂（附:厨子、棟札）：昭和34年6月27日指定[3][4]

寄棟造、本瓦葺き。室町時代建立の前身堂の部材を用いて延宝5年（1677年）に建立されたもの。重要文化財指定名称は「観音寺金堂」。
- 木造釈迦涅槃仏像 ：明治34年3月27日指定[5]

藤原時代末期作、像長74.0 cm、像高18 cm、ヒノキ材、寄木造り・目は彫眼・頭は蜾髪、彫像の涅槃仏で中世にさかのぼる稀有な例である。
- 絹本著色不動明王二童子像：明治34年3月27日指定[6]

香川県立ミュージアム寄託。
県指定有形文化財
- 木造大日如来坐像（伝・聖観音）・薬師如来坐像・釈迦如来坐像：昭和44年4月3日指定[7]

大日如来坐像は当寺の本尊（伝・聖観音）で像高103.0 cm、平安時代（11世紀）の作。法界定印に蓮華を持し胎藏大日如来と聖観音が一体となる姿であるという。その左右に安置される薬師如来坐像（向かって左）と釈迦如来坐像はともに像高75.0 cm、平安時代（11 – 12世紀）の作。以上3躯ともに木造漆箔で、1基の宮殿（扉はそれぞれ別）に安置され開扉記録のない秘仏であったが、2014年に一般公開された。
- 絹本著色両界曼荼羅図：昭和44年4月3日指定[7]

観音寺市指定有形文化財
- 木造金剛界大日如来坐像：昭和41年1月13日指定[7]
- 浄土九品曼荼羅図：昭和53年12月19日指定[7]
- 弘化録：昭和53年12月19日指定[7]

## 交通アクセス
鉄道
- 四国旅客鉄道（JR四国） 予讃線 – 観音寺駅 (1.6 km)

バス
- 観音寺市のりあいバス 琴弾公園バス停 (0.2 km)

道路
- 一般道：香川県道21号丸亀詫間豊浜線 三架橋北詰 (0.4 km)
- 自動車道：高松自動車道 大野原IC (5.2 km)

## 前後の札所
四国八十八箇所
68 神恵院 --(0.1 km)-- 69 観音寺 --(4.5 km)-- 70 本山寺

## 周辺
- 銭形砂絵

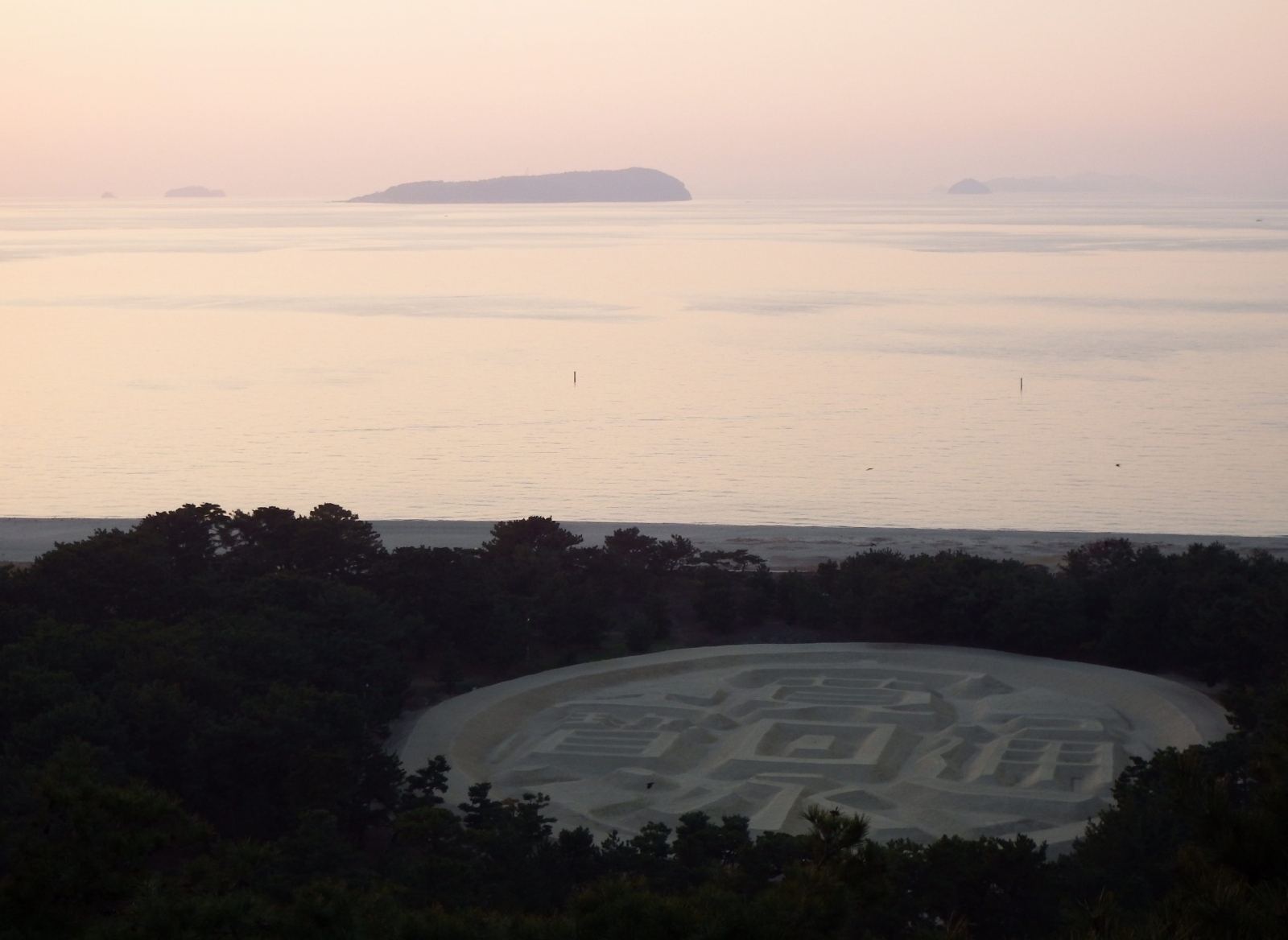
夕暮れの銭形

- 天空の鳥居 高屋神社 (観音寺市)：2019年めざましテレビ開運絶景全国1位